# Mongoleon fuscostriatus
Mongoleon fuscostriatus is een insect uit de familie van de mierenleeuwen (Myrmeleontidae), die tot de orde netvleugeligen (Neuroptera) behoort. 
Mongoleon fuscostriatus is voor het eerst wetenschappelijk beschreven door Hölzel in 1970.